# 神里村
神里村（かみさとむら）とは、千葉県香取郡にかつて存在した村である。
神里郵便局などにその名をとどめる。

## 地理
- 現在の香取市の東部、旧小見川町の南西部に位置する。
- 村域は台地と平地が入り組む谷戸が多い地形になっている。

## 歴史

### 沿革
- 1889年（明治22年）4月1日 - 町村制施行に伴い、清里村、上小堀村、虫幡村、白井村、木内村、八本村、山川村が合併して香取郡神里村が発足。
- 1951年（昭和26年）4月1日 - 神里村は小見川町、豊浦村、森山村とともに合併し、改めて小見川町を新設。同日神里村廃止。
- 2006年（平成18年）3月27日 - 小見川町が佐原市、山田町、栗源町とともに合併して香取市を新設。同日小見川町廃止。

変遷表
| 1868年 以前 | 1868年 以前 | 明治9年 | 明治22年 4月1日 | 昭和26年 4月1日 | 平成18年 3月27日 | 現在   |
| ----------- | ----------- | ------- | --------------- | --------------- | ---------------- | ------ |
|             | 織幡村      | 清里村  | 神里村          | 小見川町        | 香取市           | 香取市 |
|             | 幡鉾村      | 清里村  | 神里村          | 小見川町        | 香取市           | 香取市 |
|             | 油田村      | 清里村  | 神里村          | 小見川町        | 香取市           | 香取市 |
|             | 内野村      | 清里村  | 神里村          | 小見川町        | 香取市           | 香取市 |
|             | 竜谷村      | 清里村  | 神里村          | 小見川町        | 香取市           | 香取市 |
|             | 上小堀村    |         | 神里村          | 小見川町        | 香取市           | 香取市 |
|             | 虫幡村      |         | 神里村          | 小見川町        | 香取市           | 香取市 |
|             | 木内村      |         | 神里村          | 小見川町        | 香取市           | 香取市 |
|             | 白井村      |         | 神里村          | 小見川町        | 香取市           | 香取市 |
|             | 山川村      |         | 神里村          | 小見川町        | 香取市           | 香取市 |
|             | 八本村      |         | 神里村          | 小見川町        | 香取市           | 香取市 |

## 人口
総数 [単位： 人]
| 1891年（明治24年） | 2,717 |
| 1903年（明治36年） | 3,046 |
| 1920年（大正 9年） | 2,286 |
| 1930年（昭和 5年） | 3,629 |
| 1940年（昭和15年） | 3,855 |
| 1956年（昭和26年） | 4,783 |